# Mistrovství Evropy ve sportovním lezení
Mistrovství Evropy ve sportovním lezení (anglicky: IFSC European Championship, francouzsky: Championnats d'Europe d'escalade, italsky: Campionato europeo di arrampicata, německy: Kletter-Europameisterschaft) jsou dvouleté mistrovství Evropy v soutěžním lezení, pořádané Mezinárodní federací sportovního lezení (IFSC). Tato událost určuje mužské a ženské mistry Evropy ve třech disciplínách soutěžního lezení: lezení na obtížnost, lezení na rychlost a bouldering. Kromě toho existuje i zimní ledolezení (viz drytooling), kde má Mistrovství Evropy v ledolezení obdobně dvě disciplíny (obtížnost a rychlost). Kontinentální mistrovství se pravidelně střídají s Mistrovstvím světa, juniorská mistrovství světa a Evropy se pořádají každoročně.

## Historie
V roce 1992 zorganizovala Mezinárodní horolezecká federace - Union Internationale des Associations d'Alpinisme (UIAA) první mistrovství Evropy původně ve dvou disciplínách: lezení na obtížnost a rychlost, bouldering přibyl od roku 2002. Nejstarší tradici novodobých závodů má světový pohár, který probíhá každoročně od roku 1989, kdy navázal na mezinárodní závody Sportroccia. V roce 1997 byla založena ICC (International Council for Competition Climbing), která od Mezinárodního horolezeckého svazu převzala organizaci letních závodních disciplín, od roku 2007 již samostatná Mezinárodní federace sportovního lezení - International Federation of Sport Climbing (IFSC). V České republice zastřešuje soutěžní lezení Český horolezecký svaz.
Během Mistrovství Evropy 2006 v Rusku byl zrušený bouldering (vysoké profily se špatným dopadištěm), tato část Mistrovství Evropy se konala ve Velké Británii o rok později. V roce 2012 došlo k posunu ve střídání konání Mistrovství světa s Mistrovstvím Evropy - Mistrovství světa se konalo v roce 2011 i v roce 2012 jako ukázka lezení pro nominaci na LOH mezi nové sporty, Mistrovství Evropy až o rok později v roce 2013. Pro rok 2015 se IFSC nepodařilo zajistit pořadatele pro lezení na obtížnost a rychlost, výsledky byly odečteny ze světového poháru v Chamonix.

### Češi na ME
Česká reprezentace se účastnila ME od samého počátku, v roce 1992 skončila nejlépe Eva Linhartová, na 4. místě v lezení na rychlost. První medaile získali až v roce 2002 Tomáš Mrázek (stříbrnou za obtížnost) a Věra Kotasová-Kostruhová (bronzovou za bouldering). Tím se Věra stala první a jedinou českou ženou, která získala medaili na ME ve sportovním lezení a stejného prvenství dosáhla také na MS v roce 2005 (rovněž bronz za bouldering). Z mužů získal první medaili na ME v boulderingu Tomáš Mrázek, bronzovou v roce 2007.
Jediným českým mistrem Evropy, který navíc obhájil svůj titul na ME ve sportovním lezení, je Libor Hroza, v letech 2013 a 2015 získal zlatou medaili v lezení na rychlost. Je zároveň jediným českým medailistou v této disciplíně na ME, v roce 2010 získal také bronzovou medaili.
Titul vicemistra Evropy získali Tomáš Mrázek v letech 2002 a 2008 (obtížnost) a Adam Ondra, který se stal v letech 2010 i 2015 dvojnásobným vicemistrem Evropy (lezení na obtížnost i bouldering).
Mezi nejúspěšnější ME českých lezců patří i roky 2010 a 2015, kdy získali medaile ze všech tří disciplín, v roce 2015 i zlatou.
Čeští lezci Libor Hroza, Adam Ondra a Tomáš Mrázek patří mezi desítku nejúspěšnějších medailistů na Mistrovství Evropy.

### Přehled mistrovství
| Pořadí | Rok  | Místo               | Datum                    | Disciplíny | Disciplíny | Disciplíny | Disciplíny | Závodníci               | Země | Web                                                                      | Odkazy |
| ------ | ---- | ------------------- | ------------------------ | ---------- | ---------- | ---------- | ---------- | ----------------------- | ---- | ------------------------------------------------------------------------ | ------ |
| Pořadí | Rok  | Místo               | Datum                    | počet      | obtížnost  | rychlost   | bouldering | Závodníci               | Země | Web                                                                      | Odkazy |
| I.     | 1992 | Frankfurt           | 18. září                 | 2          | •          | •          |            | 64+35+28+9=136          | 20   |                                                                          | [ 3 ]  |
| II.    | 1996 | Paříž               | 28. ledna                | 2          | •          | •          |            | 63+39+36+17=155         | 19   |                                                                          | [ 4 ]  |
| III.   | 1998 | Norimberk           | 3. dubna                 | 2          | •          | •          |            | 63+49+31+16=159         | 21   |                                                                          | [ 5 ]  |
| IV.    | 2000 | Mnichov             | 7. října                 | 2          | •          | •          |            | 62+52+23+17=154         | 20   |                                                                          | [ 6 ]  |
| V.     | 2002 | Chamonix            | 11.-14. července         | 3          | •          | •          | •          | 63+47+17+12+51+28=218   | 23   |                                                                          | [ 7 ]  |
| VI.    | 2004 | Lecco               | 21.-27. června           | 3          | •          | •          | •          | 61+43+18+13+57+35=227   | 22   |                                                                          | [ 8 ]  |
| VII.   | 2006 | Jekatěrinburg       | 29. června - 3. července | 2          | •          | •          | zrušeno    | 42+37+23+17(+54+41)=119 | 19   | uralclimbing.ru                                                          | [ 9 ]  |
| VII.   | 2007 | Birmingham          | 16.-18. března           | 1          |            |            | •          | 57+41=98                | 18   |                                                                          | [ 10 ] |
| VIII.  | 2008 | Paříž               | 15.-18. října            | 3          | •          | •          | •          | 74+43+36+26+68+49=296   | 26   | paris-escalade.com                                                       | [ 11 ] |
| IX.    | 2010 | Imst/Innsbruck      | 14.–18. září             | 3          | •          | •          | •          | 59+44+44+23+63+41=274   | 26   | euro-2010.at                                                             | [ 12 ] |
| X.     | 2013 | Chamonix            | 12.-13. července         | 2          | •          | •          |            | 49+45+41+37=172         | 19   |                                                                          | [ 13 ] |
| X.     | 2013 | Eindhoven           | 31. srpna - 1. září      | 1          |            |            | •          | 62+46=108               | 24   | euroboulder.com                                                          | [ 14 ] |
| XI.    | 2015 | Innsbruck           | 14.-16. května           | 1          |            |            | •          | 86+67=153               | 29   | boulderworldcup-innsbruck.com Archivováno 6. 2. 2020 na Wayback Machine. | [ 15 ] |
| XI.    | 2015 | Chamonix            | 10.-12. července         | 2          | •          | •          |            | 59+43+30+32=164         | 19   |                                                                          | [ 16 ] |
| XII.   | 2017 | Campitello di Fassa | 30. června - 1. července | 2          | •          | •          |            | 65+59+47+49=220         | 20   | fassaclimbingevents.com                                                  | [ 17 ] |
| XII.   | 2017 | Mnichov             | 18.-19. srpna            | 1          |            |            | •          | x                       | x    |                                                                          |        |
| XIII.  | 2019 | Zakopané            | 5.-7. září               | 1          |            |            | •          | x                       | x    |                                                                          |        |
| XIII.  | 2019 | Edinburgh           | 30. června - 1. července | 2          | •          | •          |            |                         |      |                                                                          |        |
| XIV.   | 2020 | Moskva              |                          | 3          | •          | •          | •          |                         |      |                                                                          |        |

## Výsledky mužů

### Obtížnost
| Rok  | zlato                    | stříbro                  | bronz                    |
| ---- | ------------------------ | ------------------------ | ------------------------ |
| 1992 | François Legrand         | François Petit           | Salavat Rachmetov        |
| 1996 | Arnaud Petit             | François Petit           | François Lombard         |
| 1998 | Ian Vickers              | Cristian Brenna          | Christian Bindhammer     |
| 2000 | Alexandre Chabot         | Cristian Brenna          | Jevgenij Ovčinnikov      |
| 2002 | Alexandre Chabot         | Tomáš Mrázek             | Ramón Julián Puigblanque |
| 2004 | Ramón Julián Puigblanque | Alexandre Chabot         | François Auclair         |
| 2006 | David Lama               | Cédric Lachat            | Dmitrij Šarafutdinov     |
| 2008 | Patxi Usobiaga Lakunza   | Tomáš Mrázek             | Manuel Romain            |
| 2010 | Ramón Julián Puigblanque | Adam Ondra               | Jakob Schubert           |
| 2013 | Romain Desgranges        | Ramón Julián Puigblanque | Jorg Verhoeven           |
| 2015 | Ramón Julián Puigblanque | Adam Ondra               | Sebastian Halenke        |
| 2017 | Romain Desgranges        | Adam Ondra               | Jakob Schubert           |

- Ramón Julián Puigblanque (5):  2004, 2010, 2015;  2013;  2002
- Alexandre Chabot (3): : 2000, 2002;  2004
- Adam Ondra (3):  2010, 2015, 2017

### Rychlost
| Rok  | zlato                  | stříbro            | bronz               |
| ---- | ---------------------- | ------------------ | ------------------- |
| 1992 | Kairat Rachmetov       | Cristian Brenna    | Andrzej Marcisz     |
| 1996 | Andrij Vedenmejer      | Mathieu Dutray     | Pavel Samojlin      |
| 1998 | Tomasz Oleksy          | Oleksandr Paukajev | Volodymyr Zacharov  |
| 2000 | Maksym Stenkovyj       | Jakov Subbotin     | Alexandre Chaoulsky |
| 2002 | Maksym Stenkovyj       | Sergej Sinicyn     | Alexei Gadeev       |
| 2004 | Alexandr Pěšechonov    | Maksym Stenkovyj   | Alexandre Chaoulsky |
| 2006 | Jevgenij Vajcechovskij | Sergej Sinicyn     | Alexandr Pěšechonov |
| 2008 | Jevgenij Vajcechovskij | Maksym Osypov      | Maksym Stenkovyj    |
| 2010 | Sergej Abdrachmanov    | Stanislav Kokorin  | Libor Hroza         |
| 2013 | Libor Hroza            | Marcin Dzieński    | Danyjil Boldyrev    |
| 2015 | Libor Hroza            | Danyjil Boldyrev   | Marcin Dzieński     |
| 2017 | Marcin Dzieński        | Danyjil Boldyrev   | Stanislav Kokorin   |

- Maksym Stenkovyj (4):  2000, 2002;  2004;  2008
- Libor Hroza (3):  2013, 2015;  2010
- Marcin Dzieński (3):  2017;  2013;  2015
- Danyjil Boldyrev (3):  2015, 2017;  2013

### Bouldering
| Rok  | zlato             | stříbro              | bronz             |
| ---- | ----------------- | -------------------- | ----------------- |
| 2002 | Christian Core    | Mauro Calibani       | Salavat Rachmetov |
| 2004 | Daniel Du Lac     | Andrew Earl          | Gabriele Moroni   |
| 2007 | David Lama        | Nalle Hukkataival    | Tomáš Mrázek      |
| 2008 | Jérôme Meyer      | Kilian Fischhuber    | Cédric Lachat     |
| 2010 | Cédric Lachat     | Adam Ondra           | Kilian Fischhuber |
| 2013 | Kilian Fischhuber | Dmitrij Šarafutdinov | Jakob Schubert    |
| 2015 | Jan Hojer         | Adam Ondra           | Stefan Scarperi   |
| 2017 | Jan Hojer         | Alexander Megos      | Anže Peharc       |

- Kilian Fischhuber (3):  2013;  2008;  2010

## Výsledky žen

### Obtížnost (ženy)
| Rok  | zlato                  | stříbro            | bronz                              |
| ---- | ---------------------- | ------------------ | ---------------------------------- |
| 1992 | Susi Goodová           | Isabelle Patissier | Laurence Guyon                     |
| 1996 | Liv Sansozová          | Laurence Guyon     | Stéphanie Bodet Venera Čerešněvová |
| 1998 | Muriel Sarkanyová      | Venera Čerešněvová | Liv Sansozová                      |
| 2000 | Katrin Sedlmayerová    | Stéphanie Bodet    | Marietta Uhden                     |
| 2002 | Chloé Minoret          | Martina Čufarová   | Sandrine Levet Muriel Sarkanyová   |
| 2004 | Bettina Schöpf         | Natalija Gros      | Katharina Saurwein                 |
| 2006 | Charlotte Durif        | Sandrine Levet     | Maja Vidmar                        |
| 2008 | Johanna Ernstová       | Maja Vidmar        | Mina Markovič                      |
| 2010 | Angela Eiterová        | Johanna Ernstová   | Alizée Dufraisse                   |
| 2013 | Dinara Fachritdinovová | Mina Markovič      | Hélène Janicot                     |
| 2015 | Mina Markovič          | Janja Garnbretová  | Jessica Pilzová                    |
| 2017 | Anak Verhoeven         | Mina Markovič      | Jessica Pilzová                    |

- Mina Markovič (4):  2015;  2013, 2017;  2008

### Rychlost (ženy)
| Rok  | zlato                | stříbro              | bronz                 |
| ---- | -------------------- | -------------------- | --------------------- |
| 1992 | Jelena Ovčinnikovová | Julia Inozjemceva    | Claudine Trecourt     |
| 1996 | Cécile Avezou        | Ameli Haagerová      | Kim Anthoni           |
| 1998 | Cécile Avezou        | Olena Repko          | Zosia Podgorbounskikh |
| 2000 | Olena Repko          | Taťjana Rujgová      | Zosia Podgorbounskikh |
| 2002 | Olena Repko          | Olha Zacharovová     | Svetlana Sutkina      |
| 2004 | Anna Stenkovaja      | Valentina Jurinová   | Maja Piratinskaja     |
| 2006 | Anna Stenkovaja      | Xenija Aleksejevová  | Valentina Jurinová    |
| 2008 | Edyta Ropek          | Olga Morozkinová     | Anna Stenkovaja       |
| 2010 | Edyta Ropek          | Xenija Aleksejevová  | Natalia Titova        |
| 2013 | Anna Cyganovová      | Aleksandra Rudzinska | Julija Levočkinová    |
| 2015 | Anouck Jaubert       | Julija Kaplinová     | Marija Krasavinová    |
| 2017 | Julija Kaplinová     | Anna Cyganovová      | Jelena Remizovová     |

- Olena Repko (3):  2000, 2002;  1998
- Anna Stenkovaja (3):  2004, 2006;  2008

### Bouldering (ženy)
| Rok  | zlato           | stříbro           | bronz                    |
| ---- | --------------- | ----------------- | ------------------------ |
| 2002 | Sandrine Levet  | Fanny Rogeaux     | Věra Kotasová-Kostruhová |
| 2004 | Olga Bibiková   | Anna Stöhr        | Corinne Theroux          |
| 2007 | Juliette Danion | Olha Šalahina     | Olha Bežko               |
| 2008 | Natalija Gros   | Anna Stöhr        | Hannah Midtbø            |
| 2010 | Anna Stöhr      | Juliane Wurmová   | Olha Šalahina            |
| 2013 | Anna Stöhr      | Mina Markovič     | Mélanie Sandoz           |
| 2015 | Juliane Wurmová | Anna Stöhr        | Katharina Saurwein       |
| 2017 | Staša Gejo      | Janja Garnbretová | Petra Klinglerová        |

- Anna Stöhr (5):  2010, 2013;  2004, 2008, 2015

## Nejúspěšnější medailisté

### Muži
| Jméno                    | Celkem | Zlato                                         | Stříbro                                                                                      | Bronz            | Disciplíny           | Období              |
| ------------------------ | ------ | --------------------------------------------- | -------------------------------------------------------------------------------------------- | ---------------- | -------------------- | ------------------- |
| Ramón Julián Puigblanque | 5      | Zlatá medaile · Zlatá medaile · Zlatá medaile | Stříbrná medaile                                                                             | Bronzová medaile | obtížnost            | 2002-2015           |
| Maksym Stenkovyj         | 4      | Zlatá medaile · Zlatá medaile                 | Stříbrná medaile · Stříbrná medaile                                                          |                  | rychlost             | 2000-2008           |
| Alexandre Chabot         | 3      | Zlatá medaile · Zlatá medaile                 | Stříbrná medaile                                                                             |                  | obtížnost            | 2000-2004           |
| Libor Hroza              | 3      | Zlatá medaile · Zlatá medaile                 |                                                                                              | Bronzová medaile | rychlost             | 2010-2015           |
| Jan Hojer                | 2      | Zlatá medaile · Zlatá medaile                 |                                                                                              |                  | bouldering           | 2015-2017           |
| Kilian Fischhuber        | 3      | Zlatá medaile                                 | Stříbrná medaile                                                                             | Bronzová medaile | bouldering           | 2008-2013           |
| Marcin Dzieński          | 3      | Zlatá medaile                                 | Stříbrná medaile                                                                             | Bronzová medaile | rychlost             | 2013-2017           |
| Cédric Lachat            | 3      | - ·                                           | · -                                                                                          | - ·              | obtížnost bouldering | 2006 2008-2010      |
| Adam Ondra               | 5      |                                               | Stříbrná medaile · Stříbrná medaile · Stříbrná medaile · Stříbrná medaile · Stříbrná medaile |                  | obtížnost bouldering | 2010-2017 2010-2015 |
| Cristian Brenna          | 3      |                                               | Stříbrná medaile · Stříbrná medaile · Stříbrná medaile                                       |                  | obtížnost rychlost   | 1998-2000 1992      |
| Danyjil Boldyrev         | 3      |                                               | Stříbrná medaile · Stříbrná medaile                                                          | Bronzová medaile | rychlost             | 2013-2017           |
| Tomáš Mrázek             | 3      |                                               | Stříbrná medaile · Stříbrná medaile                                                          | Bronzová medaile | obtížnost bouldering | 2002-2008           |

### Ženy
| Jméno           | Celkem | Zlato                         | Stříbro                                                | Bronz            | Disciplíny           | Období         |
| --------------- | ------ | ----------------------------- | ------------------------------------------------------ | ---------------- | -------------------- | -------------- |
| Anna Stöhr      | 5      | Zlatá medaile · Zlatá medaile | Stříbrná medaile · Stříbrná medaile · Stříbrná medaile |                  | bouldering           | 2004-2015      |
| Olena Repko     | 3      | Zlatá medaile · Zlatá medaile | Stříbrná medaile                                       |                  | rychlost             | 1998-2002      |
| Anna Stenkovaja | 3      | Zlatá medaile · Zlatá medaile |                                                        | Bronzová medaile | rychlost             | 2004-2008      |
| Cécile Avezou   | 2      | Zlatá medaile · Zlatá medaile |                                                        |                  | rychlost             | 1996-1998      |
| Edyta Ropek     | 2      | Zlatá medaile · Zlatá medaile |                                                        |                  | rychlost             | 2008-2010      |
| Mina Markovič   | 5      | · -                           | Stříbrná medaile · Stříbrná medaile · Stříbrná medaile | · -              | obtížnost bouldering | 2008-2017 2013 |
| Sandrine Levet  | 3      | - ·                           | · -                                                    | · -              | obtížnost bouldering | 2002-2006 2002 |

### Čeští Mistři a medailisté
| Šampionát | Disciplína | Lezec/lezkyně            | Zlato         | Stříbro          | Bronz            |
| --------- | ---------- | ------------------------ | ------------- | ---------------- | ---------------- |
| ME 2002   | Bouldering | Věra Kotasová-Kostruhová |               |                  | Bronzová medaile |
| ME 2002   | Obtížnost  | Tomáš Mrázek             |               | Stříbrná medaile |                  |
| ME 2007   | Bouldering | Tomáš Mrázek             |               |                  | Bronzová medaile |
| ME 2008   | Obtížnost  | Tomáš Mrázek             |               | Stříbrná medaile |                  |
| ME 2010   | Obtížnost  | Adam Ondra               |               | Stříbrná medaile |                  |
| ME 2010   | Rychlost   | Libor Hroza              |               |                  | Bronzová medaile |
| ME 2010   | Bouldering | Adam Ondra               |               | Stříbrná medaile |                  |
| ME 2013   | Rychlost   | Libor Hroza              | Zlatá medaile |                  |                  |
| ME 2015   | Obtížnost  | Adam Ondra               |               | Stříbrná medaile |                  |
| ME 2015   | Rychlost   | Libor Hroza              | Zlatá medaile |                  |                  |
| ME 2015   | Bouldering | Adam Ondra               |               | Stříbrná medaile |                  |
| ME 2017   | Obtížnost  | Adam Ondra               |               | Stříbrná medaile |                  |

### Medaile podle zemí
| Pořadí | Země               | 1992 | 1996 | 1998 | 2000 | 2002 | 2004 | 2006 | 2007 | 2008 | 2010 | 2013 | 2015 | 2017 | celkem |
| ------ | ------------------ | ---- | ---- | ---- | ---- | ---- | ---- | ---- | ---- | ---- | ---- | ---- | ---- | ---- | ------ |
| 1.     | Rusko              | 3    | 1    | 2    | 5    | 4    | 6    | 7    |      | 3    | 4    | 4    | 2    | 4    | 44     |
| 2.     | Francie            | 5    | 8    | 2    | 2    | 5    | 4    | 2    | 1    | 2    | 1    | 3    | 1    | 1    | 37     |
| 3.     | Rakousko           |      |      |      |      |      | 3    | 1    | 1    | 3    | 5    | 3    | 3    | 2    | 21     |
| 4.     | Ukrajina           |      | 1    | 3    | 2    | 3    | 1    |      | 2    | 2    | 1    | 1    | 1    | 1    | 18     |
| 5.     | Slovinsko          |      |      |      |      | 1    | 1    | 1    |      | 3    |      | 2    | 2    | 3    | 13     |
| 6.     | Česko              |      |      |      |      | 2    |      |      | 1    | 1    | 3    | 1    | 3    | 1    | 12     |
| 7.     | Německo            |      | 1    | 1    | 2    |      |      |      |      |      | 1    |      | 3    | 2    | 10     |
| 8.     | Polsko             | 1    |      | 1    |      |      |      |      |      | 1    | 1    | 2    | 1    | 1    | 8      |
| 9.     | Itálie             | 1    |      | 1    | 1    | 2    | 1    |      |      |      |      |      | 1    |      | 7      |
| 10.    | Španělsko          |      |      |      |      | 1    | 1    |      |      | 1    | 1    | 1    | 1    |      | 6      |
| 11.    | Švýcarsko          | 1    |      |      |      |      |      | 1    |      | 1    | 1    |      |      | 1    | 5      |
| 12.    | Belgie             |      | 1    | 1    |      | 1    |      |      |      |      |      |      |      | 1    | 4      |
| 13.    | Spojené království |      |      | 1    |      |      | 1    |      |      |      |      |      |      |      | 2      |
| 14.    | Kazachstán         | 1    |      |      |      |      |      |      |      |      |      |      |      |      | 1      |
| 14.    | Finsko             |      |      |      |      |      |      |      | 1    |      |      |      |      |      | 1      |
| 14.    | Norsko             |      |      |      |      |      |      |      |      | 1    |      |      |      |      | 1      |
| 14.    | Nizozemsko         |      |      |      |      |      |      |      |      |      |      | 1    |      |      | 1      |
| 14.    | Srbsko             |      |      |      |      |      |      |      |      |      |      |      |      | 1    | 1      |
| 19     | celkem             | 12   | 12   | 12   | 12   | 19   | 18   | 12   | 6    | 18   | 18   | 18   | 18   | 18   | 193    |

### Vítězové podle zemí
| Pořadí | Země               | 1992 | 1996 | 1998 | 2000 | 2002 | 2004 | 2006 | 2007 | 2008 | 2010 | 2013 | 2015 | 2017 | celkem |
| ------ | ------------------ | ---- | ---- | ---- | ---- | ---- | ---- | ---- | ---- | ---- | ---- | ---- | ---- | ---- | ------ |
| 1.     | Francie            | 1    | 3    | 1    | 1    | 3    | 1    | 1    | 1    | 1    |      | 1    | 1    | 1    | 16     |
| 2.     | Rusko              | 1    |      |      |      |      | 3    | 2    |      | 1    | 1    | 2    |      | 1    | 10     |
| 3.     | Rakousko           |      |      |      |      |      | 1    | 1    | 1    | 1    | 2    | 2    |      |      | 8      |
| 4.     | Ukrajina           |      | 1    |      | 2    | 2    |      |      |      |      |      |      |      |      | 5      |
| 5.     | Španělsko          |      |      |      |      |      | 1    |      |      | 1    | 1    |      | 1    |      | 4      |
| 5.     | Německo            |      |      |      | 1    |      |      |      |      |      |      |      | 2    | 1    | 4      |
| 5.     | Polsko             |      |      | 1    |      |      |      |      |      | 1    | 1    |      |      | 1    | 4      |
| 8.     | Česko              |      |      |      |      |      |      |      |      |      |      | 1    | 1    |      | 2      |
| 8.     | Slovinsko          |      |      |      |      |      |      |      |      | 1    |      |      | 1    |      | 2      |
| 8.     | Švýcarsko          | 1    |      |      |      |      |      |      |      |      | 1    |      |      |      | 2      |
| 11.    | Itálie             |      |      |      |      | 1    |      |      |      |      |      |      |      |      | 1      |
| 11.    | Belgie             |      |      | 1    |      |      |      |      |      |      |      |      |      | 1    | 2      |
| 11.    | Spojené království |      |      | 1    |      |      |      |      |      |      |      |      |      |      | 1      |
| 11.    | Kazachstán         | 1    |      |      |      |      |      |      |      |      |      |      |      |      | 1      |
| 11.    | Srbsko             |      |      |      |      |      |      |      |      |      |      |      |      | 1    | 1      |
| 16     | celkem             | 4    | 4    | 4    | 4    | 6    | 6    | 4    | 2    | 6    | 6    | 6    | 6    | 6    | 64     |